# 미국의회도서관 분류법
미국의회도서관 분류법(Library of Congress Classification, LCC)은 미국의회도서관에 의해 개발 된 도서분류법이다. 미국 및 기타 여러 국가의 대부분의 연구 및 학술 도서관에서 사용한다.
LCC는 모든 책 (및 저자)에 할당 된 미국 의회도서관 제어번호 시스템 인 LCCN과 혼동되어서는 안되며, "82006074"및 " http : //lccn.loc 와 같은 온라인 카탈로그 항목의 URL 도 정의 한다.
LCC는 1897년 허버트 퍼트넘(Herbert Putnam)가 의회의 사서직을 맡기 직전에 발명되었다. Charles Ammi Cutter의 조언에 따라, 그의 커터의 광범위 분류, 듀이십진분류법 및 Putnam 분류 시스템 (Putnam이 미니애폴리스 공립 도서관 의 수석 사서 인 동안 개발 됨)의 영향을 받았다. 토머스 제퍼슨 (Thomas Jefferson)이 개발한 고정 위치 시스템을 대체하기 위해 의회 도서관의 목적과 수집을 위해 특별히 설계되었다. 퍼트넘이 1939년 그의 직책을 떠날 무렵, K (법)과 B (철학과 종교)를 제외한 분류가 잘 발달했다.
LCC는 이론적 근거가 충분하지 않다는 비판을 받았다. 많은 분류 결정은 인식론적 고려가 아닌 해당 라이브러리의 실제 요구에 의해 주도되었다. 주제를 광범위한 범주로 나누지만 본질적으로는 열거형이다. 즉, LCC는 세계의 분류가 아니라 하나의 도서관 소장품에 있는 책에 대한 안내서를 제공하는 것이다.

## 분류

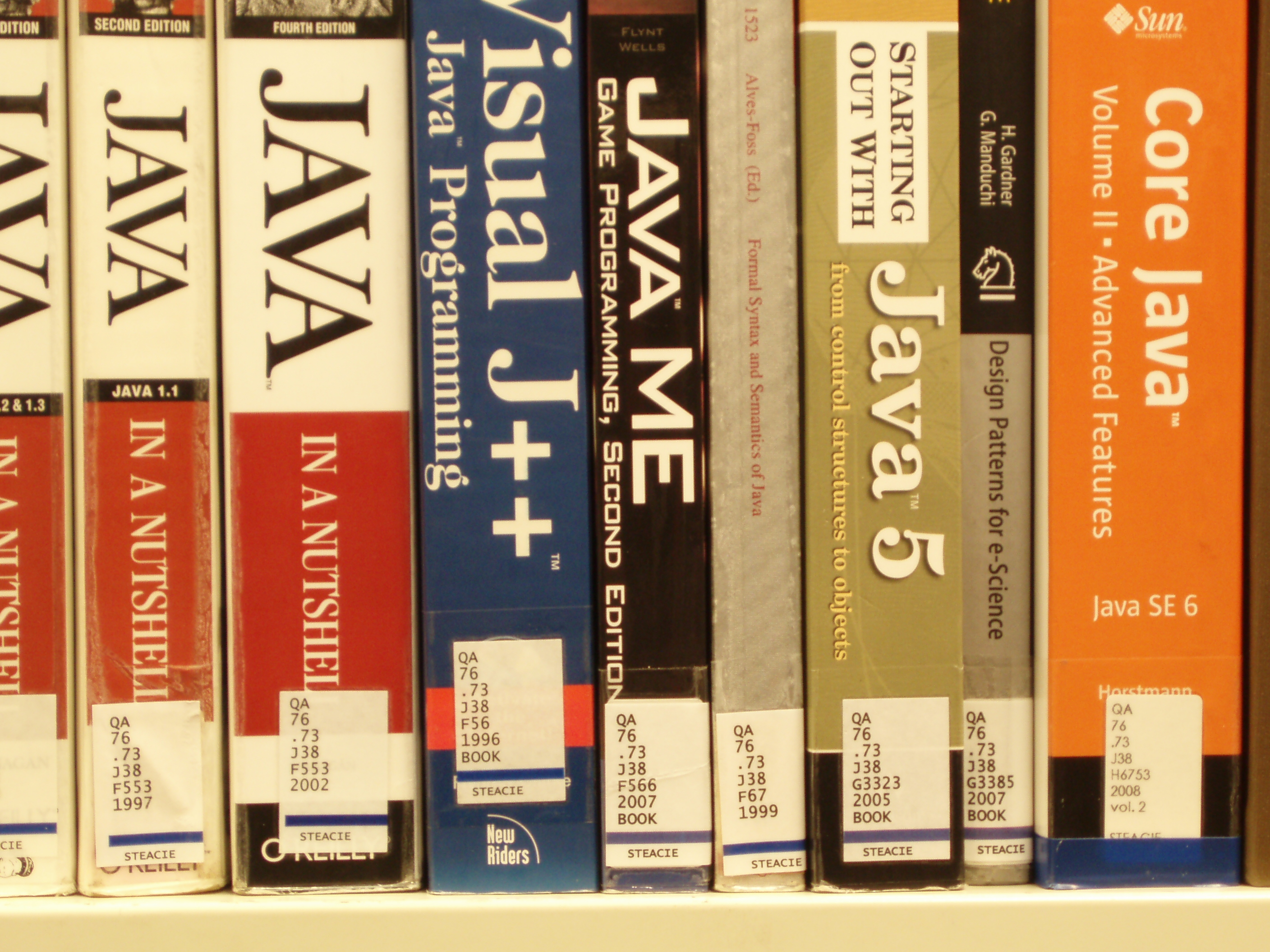
QA 서브 클래스의 Java 프로그래밍 서적.

| 주제 | 대상 범위                                                   |
| ---- | ----------------------------------------------------------- |
| A    | 일반 작품                                                   |
| B    | 철학. 심리학. 종교                                          |
| C    | 보조 역사 과학                                              |
| D    | 유럽, 아시아, 아프리카, 호주, 뉴질랜드 등의 세계사와 역사 . |
| E    | 아메리카의 역사                                             |
| F    | 아메리카의 역사                                             |
| G    | 지리학, 인류학 및 레크리에이션                              |
| H    | 사회 과학                                                   |
| J    | 정치 과학                                                   |
| K    | 법                                                          |
| L    | 교육                                                        |
| M    | 음악                                                        |
| N    | 미술                                                        |
| P    | 언어와 문학                                                 |
| Q    | 과학                                                        |
| R    | 의학                                                        |
| S    | 농업                                                        |
| T    | 과학 기술                                                   |
| U    | 군사 과학                                                   |
| V    | 해군 과학                                                   |
| Z    | 서지, 도서관 과학 및 일반 정보 자료                         |

### A – 일반 작품
- 서브 클래스 AC – 컬렉션 . 시리즈. 수집 된 작품
- 서브 클래스 AE – 백과 사전
- 서브 클래스 AG – 사전 및 기타 일반적인 참고 자료
- 서브 클래스 AI – 인덱스
- 서브 클래스 AM – 박물관 . 수집가 및 수집
- 서브 클래스 AN – 신문
- 서브 클래스 AP – 정기 간행물
- 서브 클래스 AS – 아카데미 및 학습 사회
- 서브 클래스 AY – 연감 . 연감 . 디렉토리
- 서브 클래스 AZ – 장학금 및 학습의 역사. 인문학

### B – 철학. 심리학. 종교
- 서브 클래스 B – 철학 (일반)
- 서브 클래스 BC – 논리
- 서브 클래스 BD – 투기 철학
- 서브 클래스 BF – 심리학
- 서브 클래스 BH – 미학
- 서브 클래스 BJ – 윤리
- 서브 클래스 BL – 종교 . 신화 . 이성론
- 서브 클래스 BM – 유대교
- 서브 클래스 BP – 이슬람 . 바하 이즘 . 신지학 등
- 서브 클래스 BQ – 불교
- 서브 클래스 BR – 기독교
- 서브 클래스 BS – 성경
- 서브 클래스 BT – 교리 신학
- 서브 클래스 BV – 실용 신학
- 서브 클래스 BX – 기독교 교파

### C – 역사의 보조 과학
- 서브 클래스 C – 역사의 보조 과학
- 서브 클래스 CB – 문명의 역사
- 서브 클래스 CC – 고고학
- 서브 클래스 CD – 외교 . 아카이브 . 물개
- 서브 클래스 CE – 기술 연대기. 달력
- 서브 클래스 CJ – 화폐 학
- 서브 클래스 CN – 비문 . 비명
- 서브 클래스 CR – 문장
- 서브 클래스 CS – 계보
- 서브 클래스 CT – 전기

### D – 유럽, 아시아, 아프리카, 호주, 뉴질랜드 등의 세계사 및 역사
- 서브 클래스 D – 히스토리 (일반)
- 서브 클래스 DA – 영국
- 서브 클래스 DAW – 중앙 유럽
- 서브 클래스 DB – 오스트리아 – 리히텐슈타인 – 헝가리 – 체코 슬로바키아
- 서브 클래스 DC – 프랑스 – 안도라 – 모나코
- 서브 클래스 DD – 독일
- 서브 클래스 DE – Greco-Roman World
- 서브 클래스 DF – 그리스
- 서브 클래스 DG – 이탈리아 – 몰타
- 서브 클래스 DH – 저지방 국가 – 베네룩스 국가
- 서브 클래스 DJ – 네덜란드 (네덜란드)
- 서브 클래스 DJK – 동유럽 (일반)
- 서브 클래스 DK – 러시아 . 소비에트 연방 . 구소련 공화국 – 폴란드
- 서브 클래스 DL – 북유럽 . 스칸디나비아
- 서브 클래스 DP – 스페인 – 포르투갈
- 서브 클래스 DQ – 스위스
- 서브 클래스 DR – 발칸 반도
- 서브 클래스 DS – 아시아
- 서브 클래스 DT – 아프리카
- 서브 클래스 DU – 오세아니아 (남해)
- 서브 클래스 DX – 로마 니

### E – 미국의 역사
- E에는 서브 클래스가 없음.

### F – 아메리카의 역사
- 클래스 F에는 서브 클래스가 없지만 캐나다 대학교와 캐나다 국립 도서관은 LC가 공식적으로 채택하지 않았지만 다른 용도로는 사용하지 않기로 동의 한 하위 클래스 인 캐나다 역사에 FC를 사용한다.[5][6]

### G – 지리학, 인류학, 레크리에이션
- 서브 클래스 G – 지리 (일반). 지도 책 . 지도
- 서브 클래스 GA – 수학적 지리 . 지도 작성
- 서브 클래스 GB – 물리적 지리
- 서브 클래스 GC – 해양학
- 서브 클래스 GE – 환경 과학
- 서브 클래스 GF – 인간 생태학 . 인체 조영술
- 서브 클래스 GN – 인류학
- 서브 클래스 GR – 민속
- 서브 클래스 GT – 매너 및 관습 (일반)
- 서브 클래스 GV – 레크리에이션 . 여가

### H – 사회 과학
- 서브 클래스 H – 사회 과학 (일반)
- 서브 클래스 HA – 통계
- 서브 클래스 HB – 경제 이론 . 인구 통계학
- 서브 클래스 HC – 경제 역사 및 조건
- 서브 클래스 HD – 산업 . 토지 이용. 노동
- 서브 클래스 HE – 운송 및 통신
- 서브 클래스 HF – 커머스
- 서브 클래스 HG – 재무
- 서브 클래스 HJ – 공공 금융
- 서브 클래스 HM – 사회학 (일반)
- 서브 클래스 HN – 사회 사 및 조건. 사회적 문제 . 사회 개혁
- 서브 클래스 본부 – 가족. 결혼, 여자와 섹슈얼리티
- 서브 클래스 HS – 사회 : 비밀, 자비 등
- 서브 클래스 HT – 커뮤니티 . 수업 . 경마 대회
- 서브 클래스 HV – 사회 병리학 . 사회 및 공공 복지 . 범죄학
- 서브 클래스 HX – 사회주의 . 공산주의 . 무정부주의

### J – 정치
- 서브 클래스 J – 일반 입법 및 집행 보고서
- 서브 클래스 JA – 정치학 (일반)
- 서브 클래스 JC – 정치 이론
- 서브 클래스 JF – 정치 기관 및 행정
- 서브 클래스 JJ – 정치 기관 및 행정 (북미)
- 서브 클래스 JK – 정치 기관 및 행정 (미국)
- 서브 클래스 JL – 정치 기관 및 행정 (캐나다, 라틴 아메리카 등) )
- 서브 클래스 JN – 정치 기관 및 행정 (유럽)
- 서브 클래스 JQ – 정치 기관 및 행정 (아시아, 아프리카, 호주, 태평양 지역 등) )
- 서브 클래스 JS – 지방 정부. 시정부
- 서브 클래스 JV – 식민지와 식민지 . 이민과 이민. 국제 이주
- 서브 클래스 JX – 국제법, JZ 및 KZ 참조 (폐기 됨)
- 서브 클래스 JZ – 국제 관계

### K – 법률
- 서브 클래스 K – 일반적으로 법률 . 비교 및 통일 법. 법률학
- 서브 클래스 KB – 일반적으로 종교법 . 비교 종교법. 법률학
- 서브 클래스 KBM – 유대인 법
- 서브 클래스 KBP – 이슬람 법
- 서브 클래스 KBR – 표준법의 역사
- 서브 클래스 KBS – 동방 교회법
- 서브 클래스 KBT – 로마 교황청과의 친교 동방 교회 정례 법
- 서브 클래스 KBU – 로마 가톨릭 교회의 법. 교황청
- 서브 클래스 – KD / KDK- 영국 및 아일랜드
- 서브 클래스 KDZ – 미국. 북아메리카
- 서브 클래스 KE – 캐나다
- 서브 클래스 KF – 미국
- 서브 클래스 KG – 라틴 아메리카 – 멕시코 및 중앙 아메리카 – 서인도 제도. 카리브 지역
- 서브 클래스 KH – 남미
- 서브 클래스 KJ-KKZ – 유럽
- KL-KWX – 아시아 및 유라시아, 아프리카, 태평양 지역 및 남극 대륙
- 서브 클래스 KU / KUQ – 호주와 뉴질랜드의 법률
- 서브 클래스 KZ – 국가 법

### L – 교육
- 서브 클래스 L – 교육 (일반)
- 서브 클래스 LA – 교육의 역사
- 서브 클래스 LB – 교육 이론 및 실습
- 서브 클래스 LC – 교육의 특별한 측면
- 서브 클래스 LD – 개별 기관 – 미국
- 서브 클래스 LE – 개별 기관 – 미국 (미국 제외)
- 서브 클래스 LF – 개별 기관 – 유럽
- 서브 클래스 LG – 개별 기관 – 아시아, 아프리카, 인도양 제도, 호주, 뉴질랜드, 태평양 제도
- 서브 클래스 LH – 대학 및 학교 잡지 및 논문
- 서브 클래스 LJ – 학생 형제회 및 사회, 미국
- 서브 클래스 LT – 교과서

### M – 음악
- 서브 클래스 M – 음악
- 서브 클래스 ML – 음악 문학
- 서브 클래스 MT – 교육 및 연구

### N – 미술
- 서브 클래스 N – 시각 예술
- 서브 클래스 NA – 아키텍처
- 서브 클래스 NB – 조각
- 서브 클래스 NC – 도면 . 디자인 삽화
- 서브 클래스 ND – 페인팅
- 서브 클래스 NE – 인쇄 매체
- 서브 클래스 NK – 장식 예술
- 서브 클래스 NX – 일반적인 예술

### P – 언어와 문학
- 서브 클래스 P – 철학 . 언어학

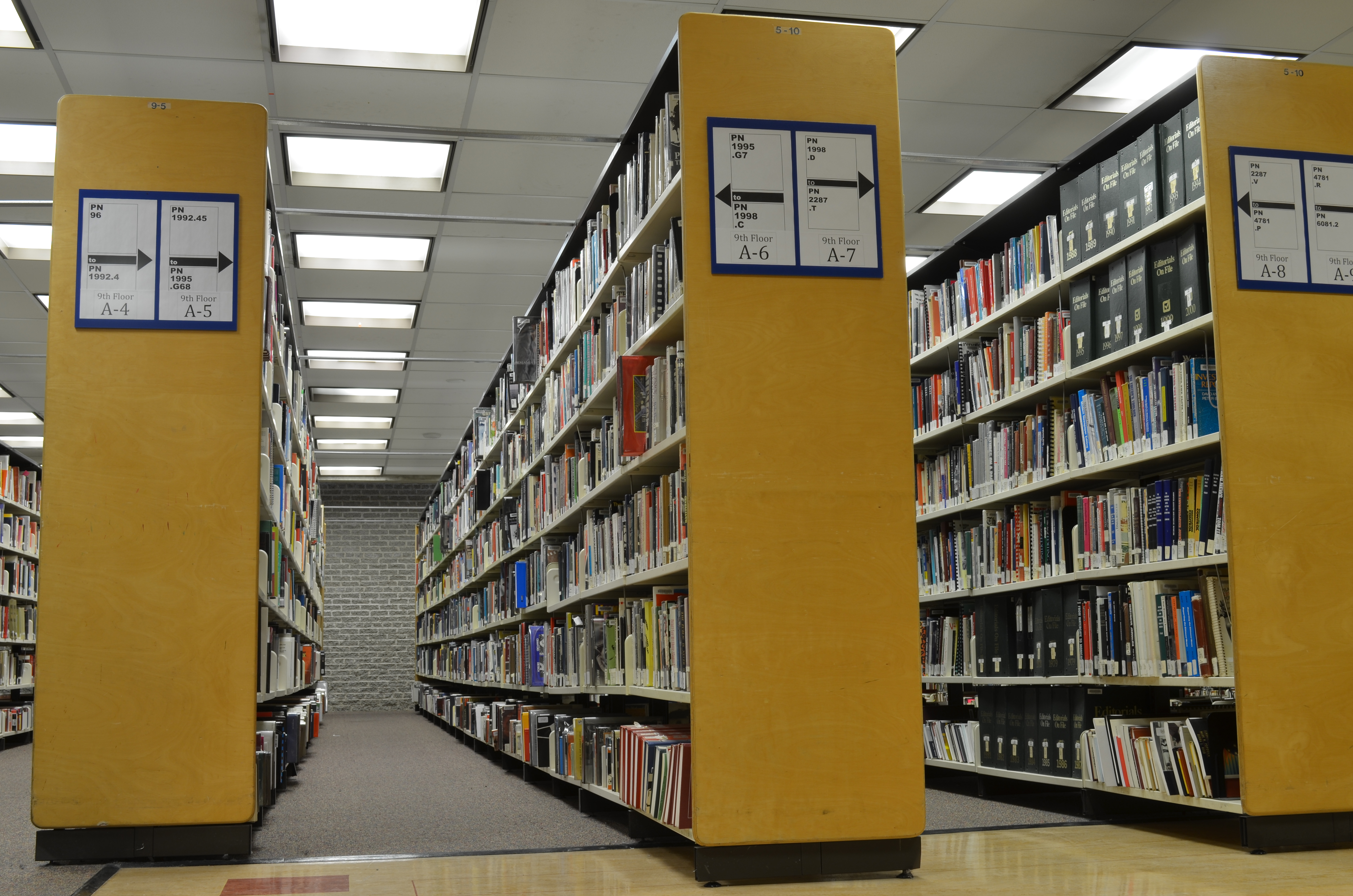
PN 서브 클래스 선반.

- 서브 클래스 PA – 그리스어 및 문학. 라틴어 및 문학
- 서브 클래스 PB – 현대 언어 . 셀틱 언어와 문학
- 서브 클래스 PC – 로마어
- 서브 클래스 PD – 게르만 언어 . 스칸디나비아 언어
- 서브 클래스 PE – 영어
- 서브 클래스 PF – 서 게르만 언어
- 서브 클래스 PG – 슬라브어 및 문학. 발트 어 . 알바니아어
- 서브 클래스 PH – 우랄 언어 . 바스크어
- 서브 클래스 PJ – 동양 언어 및 문학
- 서브 클래스 PK – 인도이란 언어 및 문학
- 서브 클래스 PL – 동아시아, 아프리카, 오세아니아의 언어와 문학
- 서브 클래스 PM – 극지인, 아메리카 원주민 및 인공 언어
- 서브 클래스 PN – 문학 (일반)
- PQ – 프랑스어 문학 – 이탈리아어 문학 – 스페인어 문학 – 포르투갈어 문학
- 서브 클래스 PR – 영어 문학
- 서브 클래스 PS – 미국 문학
- 서브 클래스 PT – 독일 문학 – 네덜란드 문학 – 1830년 이후 플랑드르 문학 – 아프리칸스어 문학 – 스칸디나비아 문학 – 구 노르웨이 문학 – 구 아이슬란드 어 및 노르웨이어 – 현대 아이슬란드 어 문학 – 파로 어 문학 – 덴마크어 문학 – 노르웨이어 문학 – 스웨덴어 문학
- 서브 클래스 PZ – 소설 과 청소년

### Q – 과학
- 서브 클래스 Q – 과학 (일반)
- 서브 클래스 QA – 수학
- 서브 클래스 QB – 천문학
- 서브 클래스 QC – 물리
- 서브 클래스 QD – 화학
- 서브 클래스 QE – 지질학
- 서브 클래스 QH – 자연사 – 생물학
- 서브 클래스 QK – 식물학
- 서브 클래스 QL – 동물학
- 서브 클래스 QM – 인체 해부학
- 서브 클래스 QP – 생리학
- 서브 클래스 QR – 미생물학

### R – 의학
- 서브 클래스 R – 의학 (일반)
- 서브 클래스 RA – 의학의 공공 측면
- 서브 클래스 RB – 병리학
- 서브 클래스 RC – 내과
- 서브 클래스 RD – 수술
- 서브 클래스 RE – 안과
- 서브 클래스 RF – 이비인후과
- 서브 클래스 RG – 부인과 및 산부인과
- 서브 클래스 RJ – 소아과
- 서브 클래스 RK – 치과
- 서브 클래스 RL – 피부과
- 서브 클래스 RM – 치료 . 약리학
- 서브 클래스 RS – 약국 및 물질 메디카
- 서브 클래스 RT – 간호
- 서브 클래스 RV - 식물원, Thomsonian 및 관람 의학
- 서브 클래스 RX – 동종 요법
- 서브 클래스 RZ – 기타 의약 시스템

### S – 농업
- 서브 클래스 S – 농업 (일반)
- 서브 클래스 SB – 원예 . 식물 번식 . 식물 육종
- 서브 클래스 SD – 임업 . 수목 재배 . 임학
- 서브 클래스 SF – 축산 . 동물 과학
- 서브 클래스 SH – 양식업 . 어업 . 낚시
- 서브 클래스 SK – 사냥

### T – 기술
- 서브 클래스 T – 기술 (일반)
- 서브 클래스 TA – 엔지니어링 토목 공학 (일반).
- 서브 클래스 TC – 유압 공학 . 해양 공학
- 서브 클래스 TD – 환경 기술 . 위생 공학
- 서브 클래스 TE – 고속도로 공학 . 도로 및 포장
- 서브 클래스 TF – 철도 엔지니어링 및 운영
- 서브 클래스 TG – 브릿지
- 서브 클래스 TH – 건물 건설
- 서브 클래스 TJ – 기계 공학 및 기계
- 서브 클래스 TK – 전기 공학 . 전자 공학 . 원자력 공학
- 서브 클래스 TL – 자동차 . 항공 . 우주
- 서브 클래스 TN – 마이닝 엔지니어링 . 야금
- 서브 클래스 TP – 화학 기술
- 서브 클래스 TR – 사진
- 서브 클래스 TS – 제조 엔지니어링 . 대량 생산
- 서브 클래스 TT – 수공예 . 예술과 공예
- 서브 클래스 TX – 가정 경제

### U – 군사 과학
- 서브 클래스 U – 군사 과학 (일반)
- 서브 클래스 UA – 군대 : 조직, 유통, 군사 상황
- 서브 클래스 UB – 군사 행정
- 서브 클래스 UC – 군사 유지 보수 및 운송
- 서브 클래스 UD – 보병
- 서브 클래스 UE – 기병 갑옷
- 서브 클래스 UF – 포병
- 서브 클래스 UG – 군사 공학 . 공군
- 서브 클래스 UH – 기타 군사 서비스

### V – 해군 과학
- 서브 클래스 V – 해군 과학 (일반)
- 서브 클래스 VA – 해군 : 조직, 배포, 해군 상황
- 서브 클래스 VB – 해군 관리
- 서브 클래스 VC – 해군 유지 보수
- 서브 클래스 VD – 해군 선원
- 서브 클래스 VE – 해병대
- 서브 클래스 VF – 해군 병기
- 서브 클래스 VG – 미성년자 서비스
- 서브 클래스 VK – 탐색 . 상선
- 서브 클래스 VM – 해군 아키텍처 . 조선 . 해양 공학

### Z – 서지, 도서관 과학
- 서브 클래스 Z – 책 (일반). 쓰기. 도서 산업 및 무역. 라이브러리. 서지
- 서브 클래스 ZA – 정보 자원 / 자료

## 같이 보기
- 듀이 십진분류법
- 국제표준도서번호

## 참조
- 듀이 십진 분류법
- ISBN

## 참고 문헌
1. ↑  Lavallee, Andrew (2007년 7월 20일). “Discord Over Dewey: A New Library in Arizona Fans a Heated Debate Over What Some Call the 'Googlization' of Libraries”. 《Wall Street Journal》. 2013년 5월 25일에 확인함. Some 95% of U.S. public libraries use Dewey, and nearly all of the others, the OCLC says, use a closely related Library of Congress system.
2. ↑  Claire Kelley. "A library classification system that's older than the Dewey Decimal and Library of Congress models". 보관됨 2015-12-13 - 웨이백 머신
3. ↑  Andy Sturdevant. "Cracking the spine on Hennepin County Library's many hidden charms". MinnPost, 02/05/14.
4. ↑  Hickey, Doralyn J. (1969). “The Library Quarterly: Information, Community, Policy”. 《The Library Quarterly: Information, Community, Policy》 39 (3): 294–296. JSTOR 4306016.
5. ↑  National Library of Canada. “Class FC: a classification for Canadian history” (PDF). 《PDF publication》. National Library of Canada. 2018년 5월 21일에 확인함.
6. ↑  Rutherford, D. “Canadian History Call Numbers”. 《Queens University Library》. 2021년 1월 23일에 원본 문서에서 보존된 문서. 2018년 5월 21일에 확인함.